# 穀
穀（こく）とは、成熟した穀物の種子の形態の一種で、穂からは外し取り、籾がついたままの穀粒を指す。稲から取ったものを稲穀（とうこく）、粟から取ったものを粟穀と呼ぶ。
籾がついたままで脱稃はしていないため保存性が良い。古代においては、倉庫に貯蔵する場合は穀であることが多かった。ただし種籾用には穂を付けて保管することも多かった（品種の区別を分かりやすくする目的などのため）。
中国北魏の賈思勰が著した農書『斉民要術』では穀は五穀の総称であるとしている。また「穀」という字が稷（＝粟）を指すというのは正しくないが、世間（北魏統治下の華北）では主食である粟（稷）のことを穀と称しているとも記している。